# (4498) Shinkoyama
(4498) Shinkoyama ist ein Asteroid des Hauptgürtels, der am 5. Januar 1989 vom japanischen Amateurastronomen Tsutomu Seki am Geisei-Observatorium (IAU-Code 372) in der Präfektur Kōchi entdeckt wurde. Erste Sichtungen des Asteroiden hatte es vorher schon im Oktober 1966 unter der vorläufigen Bezeichnung 1966 UU am Krim-Observatorium in Nautschnyj gegeben.
Der Asteroid gehört zur Eos-Familie, einer Gruppe von Asteroiden, welche typischerweise große Halbachsen von 2,95 bis 3,1 AE aufweisen, nach innen begrenzt von der Kirkwoodlücke der 7:3-Resonanz mit Jupiter, sowie Bahnneigungen zwischen 8° und 12°. Die Gruppe ist nach dem Asteroiden (221) Eos benannt. Es wird vermutet, dass die Familie vor mehr als einer Milliarde Jahren durch eine Kollision entstanden ist.
(4498) Shinkoyama wurde nach dem japanischen Sonnenphysiker Shin Koyama (* 1927) benannt, der 30 Jahre lang eine Professur an der Universität Kagawa in Takamatsu in der Präfektur Kagawa innehatte und im März 1991 emeritierte.